# ککی پونتسونی
کُـکی پونتسونی (ایتالیایی: Cochi Ponzoni؛ زادهٔ ۱۱ مارس ۱۹۴۱) بازیگر، خواننده، کمدین و فیلم‌نامه‌نویس اهل ایتالیا است.
از فیلم‌ها یا برنامه‌های تلویزیونی که وی در آن نقش داشته‌است، می‌توان به من زامبی، تو زامبی، او زامبی، سه ببر در برابر سه ببر، دل سگ، تلفن سفید و تب اشاره کرد.